# Лосятин (Киевская область)
Лося́тин — село в Васильковском районе Киевской области. Код КОАТУУ — 3221484601. Основано в XVI веке. Прежнее название — село Высокая Гребля.
Население — около 1,45 тыс. жителей.
По территории села протекает река Протока.